# Planul înclinat de la Ronquières

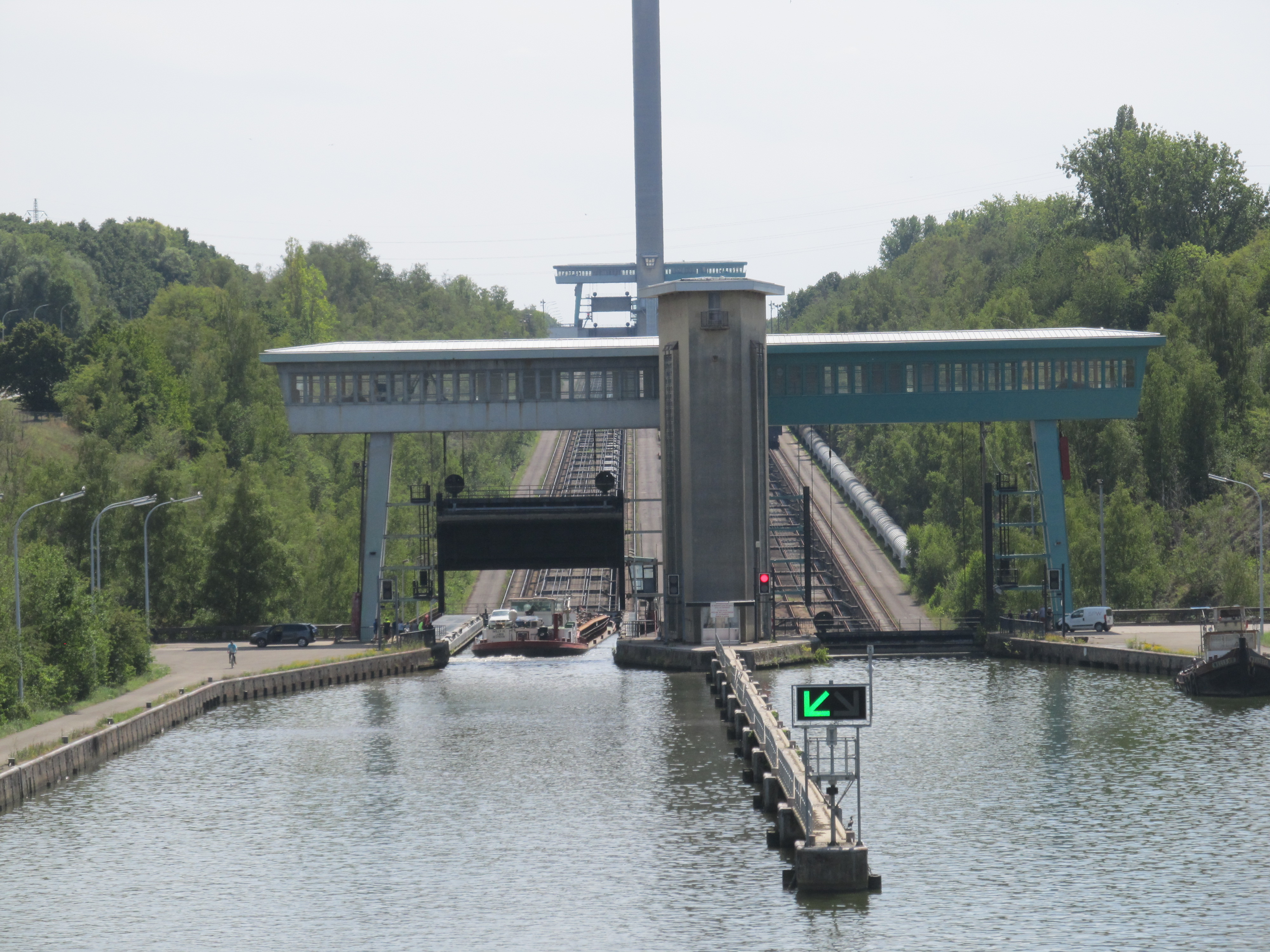
Planul înclinat văzut de la baza lui.

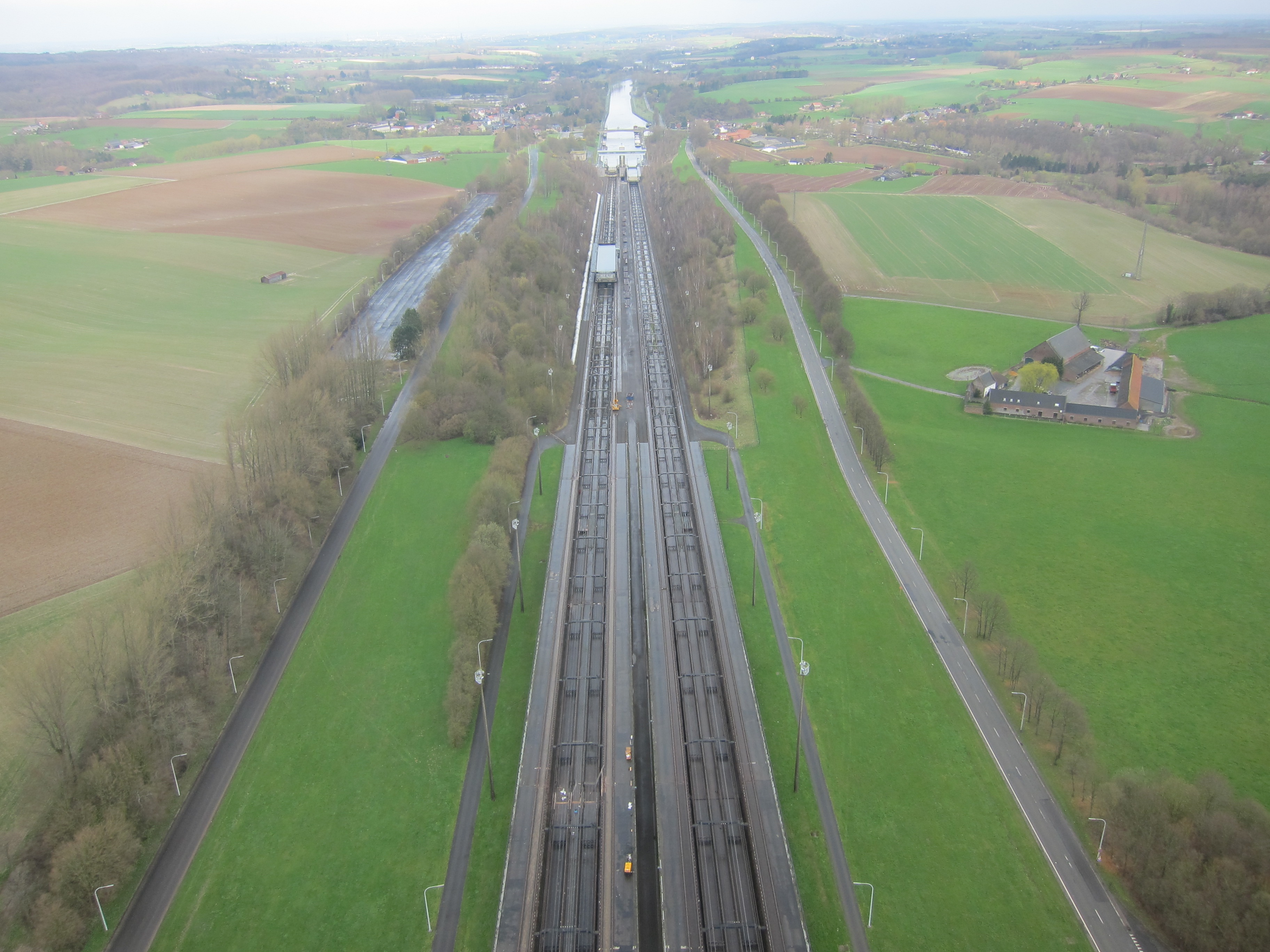
Vedere din turnul de control.

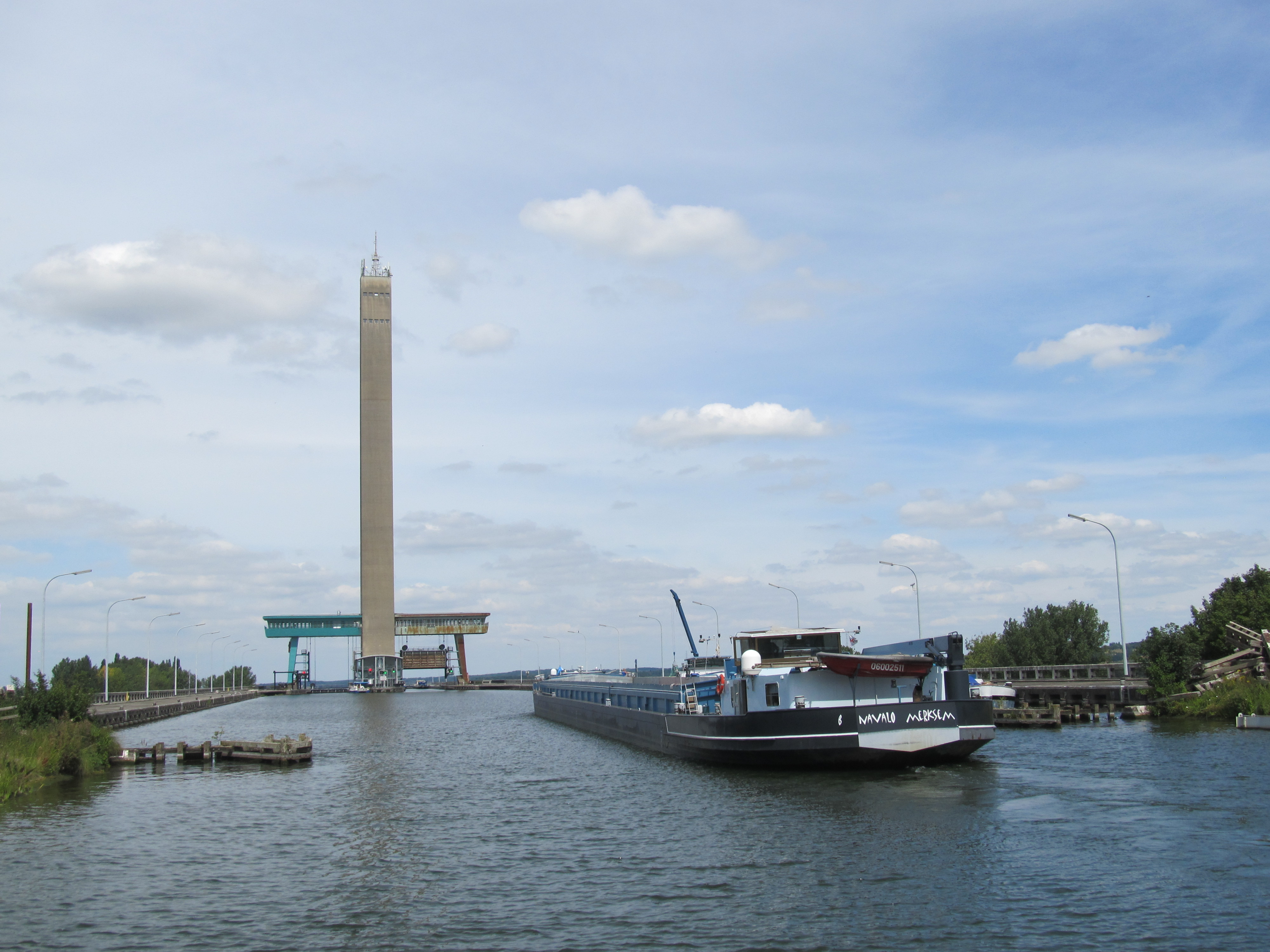
Barjă intrând în avanportul planului înclinat, la partea lui superioară. În fundal, turnul de control.

Planul înclinat de la Ronquières este un plan înclinat amenajat pe Canalul Charleroi-Bruxelles, în provincia valonă Hainaut din Belgia. Planul înclinat, inaugurat pe 1 aprilie 1968, după șase ani de la începerea construcției, este situat pe teritoriul municipalității Braine-le-Comte și este denumit după satul din apropiere, Ronquières.
Realizarea planului înclinat a avut ca scop reducerea întârzierilor în traficul naval pe canal cauzate de prezența a 14 ecluze (număr deja redus în secolul al XIX-lea de la cele 16 originale), necesare până în acel moment din cauza topografiei locale.

## Descriere
Planul înclinat de la Ronquières are o lungime de 1432 m și ridică sau coboară vase pe o înălțime de 67,73 m. Sistemul de transport este asigurat de două largi chesoane pline cu apă,  montate pe șine. Fiecare cheson măsoară 91 m lungime și 12 m lățime și are o adâncime a apei cuprinsă între 3 și 3,70 m. Un cheson poate transporta un vas cu masa de 1350 de tone sau mai multe vase mai mici cu masa totală similară.
Fiecare cheson este legat de o contragreutate cu masa de 5200 de tone care se deplasează în jgheabul dintre șine, lucru care permite celor două chesoane să se miște independent unul de celălalt pe cele 600 de roți. Fiecare cheson este tractat de 8 cabluri înfășurate pe trolii situate la partea superioară a planului înclinat, fiecare cablu având 1480 m lungime. 
Chesoanele se pot deplasa între cele două niveluri ale canalului cu o viteză de 1,2 m/s, ceea ce conduce la o durată a călătoriei de 22 de minute.
Durează în jur de 50 de minute în total pentru ca un vas să parcurgă cei 1800 m ai întregii structuri, inclusiv canalul suspendat pe viaduct de la partea superioară.

## În cultură
- O parte din acțiunea filmului Brussels by Night (1983) se desfășoară la planul înclinat de la Ronquières.

## Galerie de imagini

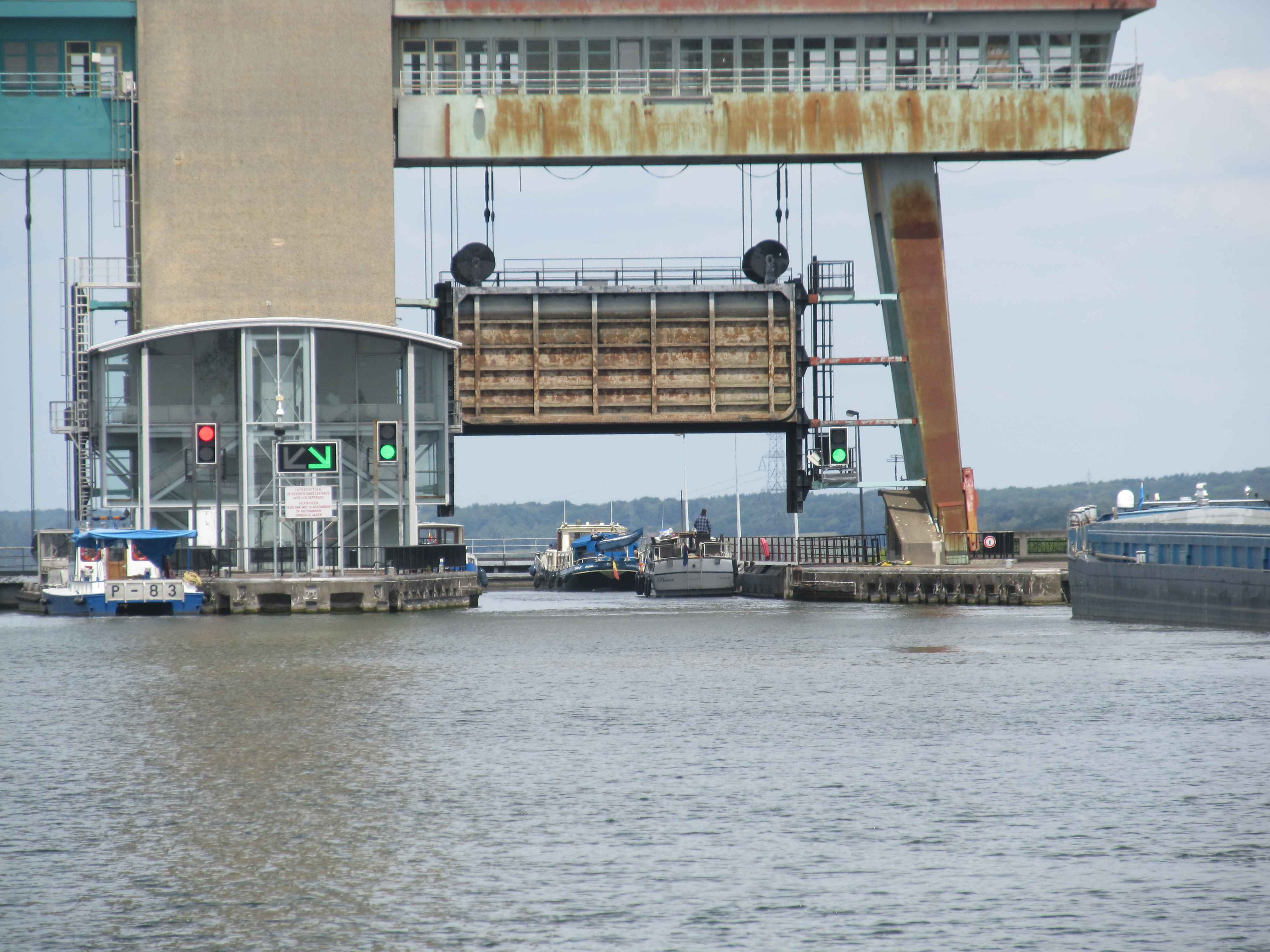
Ambarcațiuni încărcate în cheson în vârful planului
- Chesonul coborând spre baza planului înclinat
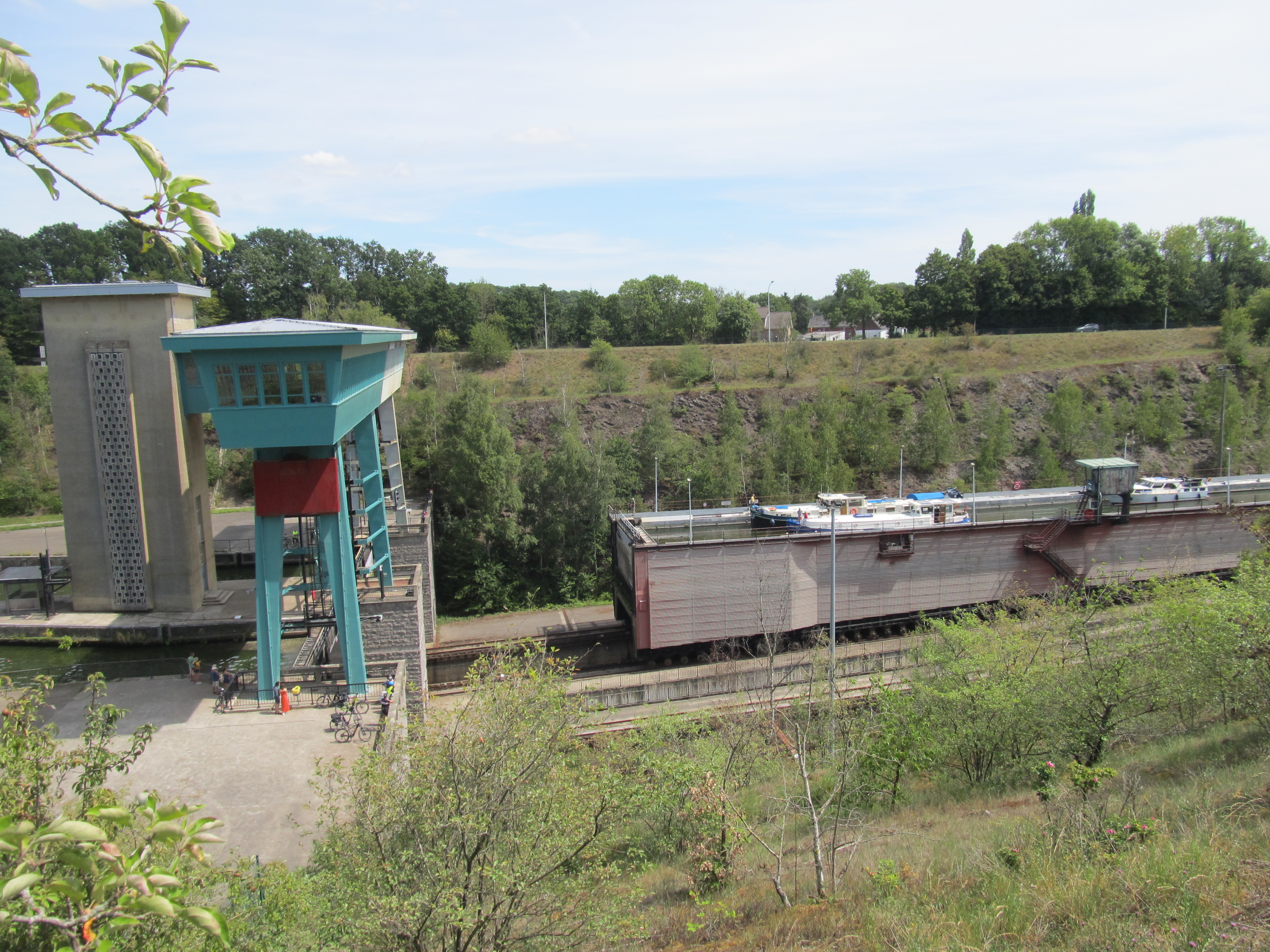
Chesonul apropiindu-se de ecluza de la baza planului
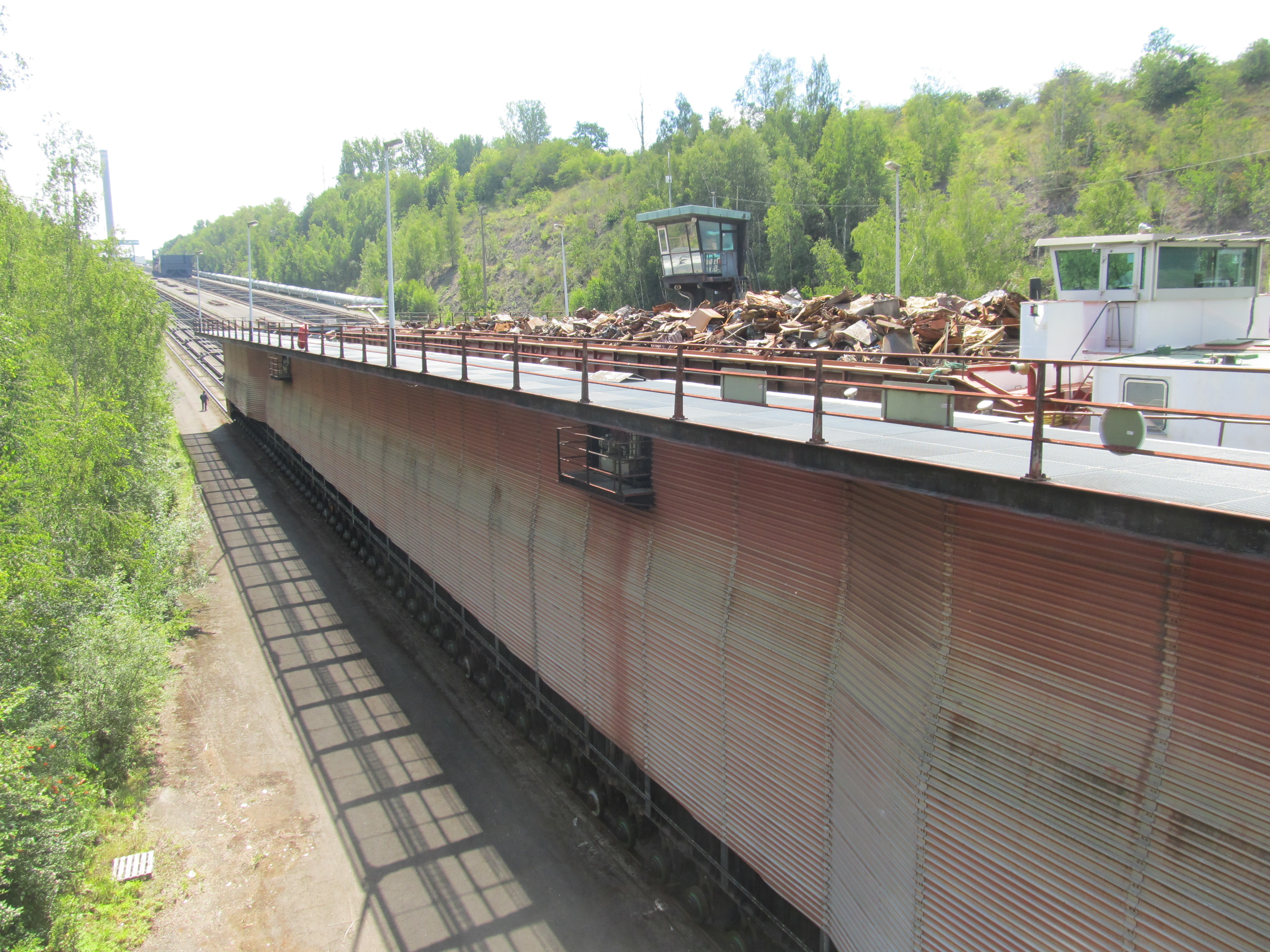
Barjă cu fier vechi încărcată în cheson la baza planului
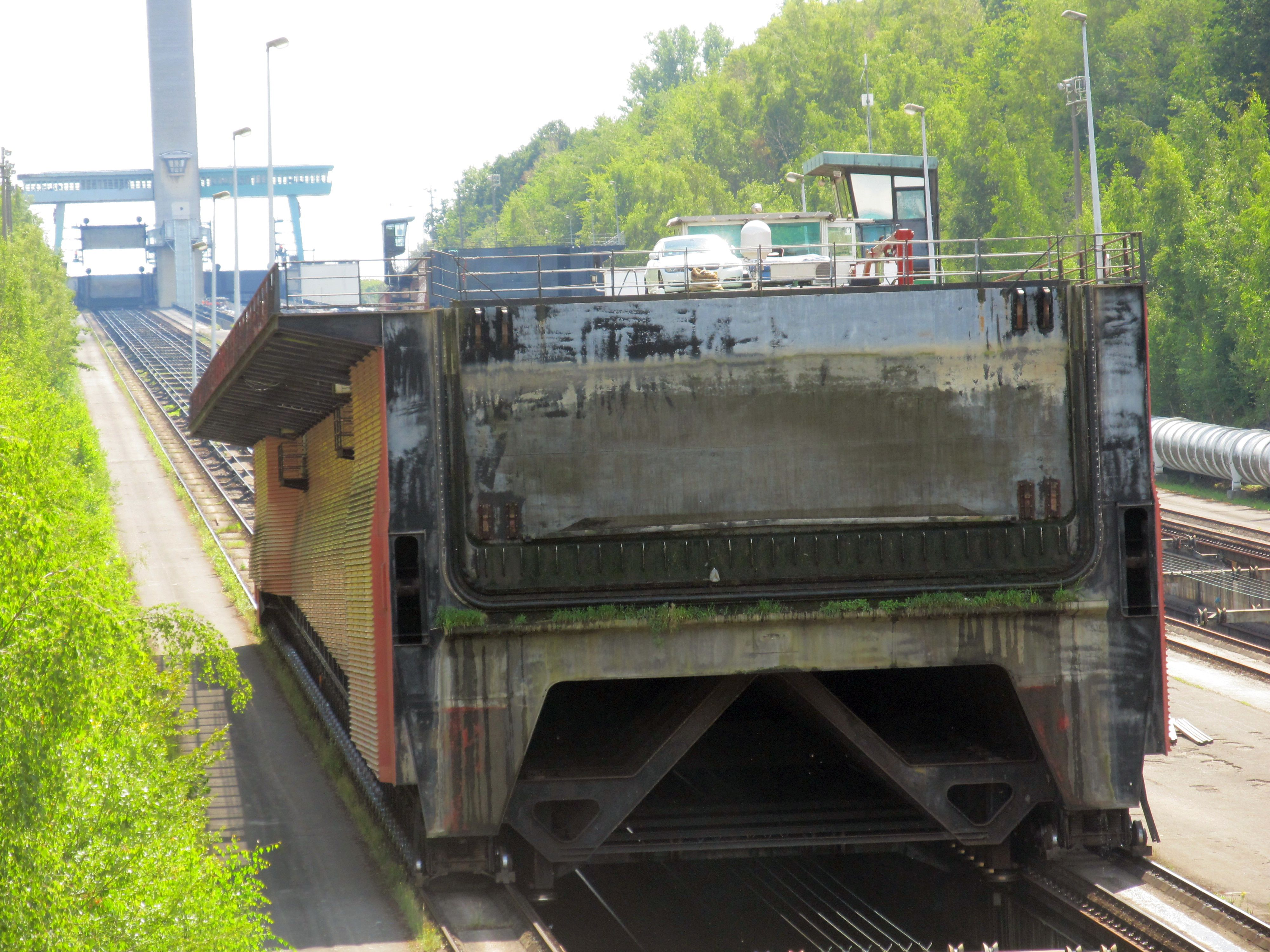
Chesonul începe să urce
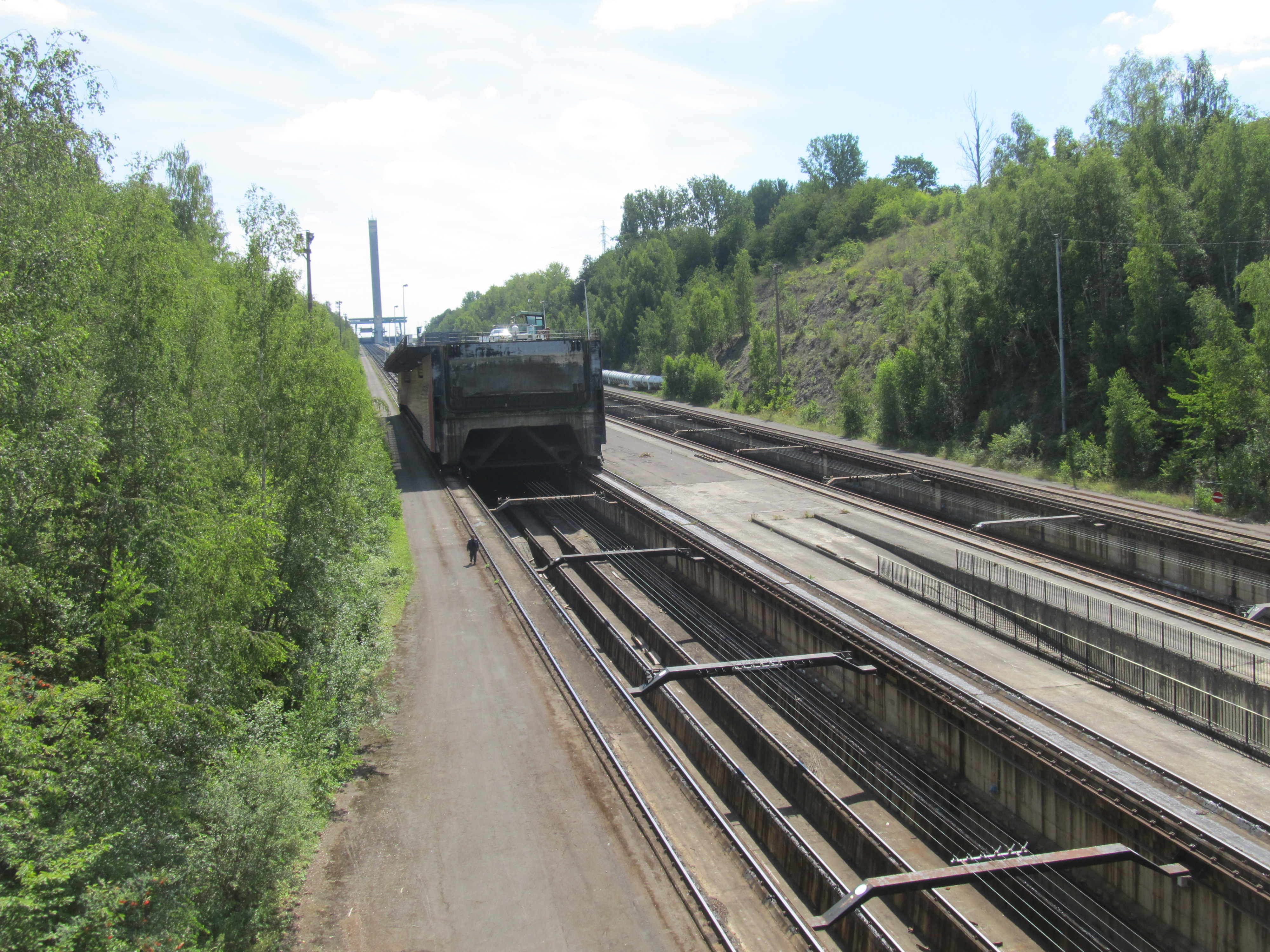
Chesonul în ascensiune spre vârful planului